# Fernando de Herrera

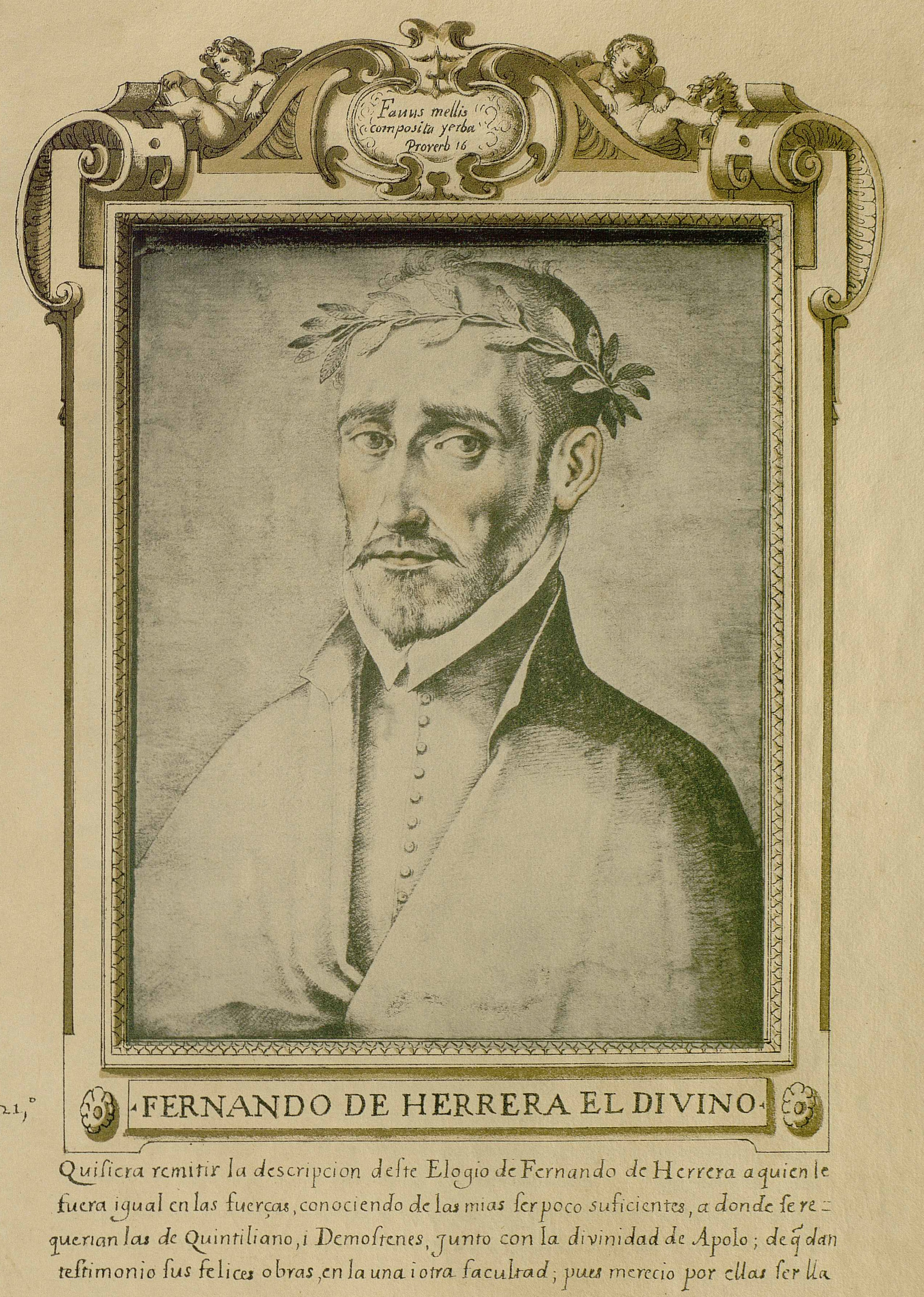
Fernando de Herrera el Divino por Francisco Pacheco, Libro de descripción de verdaderos retratos de ilustres y memorables varones, Madrid, Biblioteca de la Fundación Lázaro Galdiano.

Fernando de Herrera (Sevilla, c. 1534 - ibidem, 1597) fue un escritor español del Siglo de Oro, apodado "El Divino". Realizó una popular crítica literaria de la obra de Garcilaso de la Vega, escribió poemas sobre personalidades, relató acontecimientos históricos y también, a la manera petrarquista, escribió poesía intimista.

## Biografía

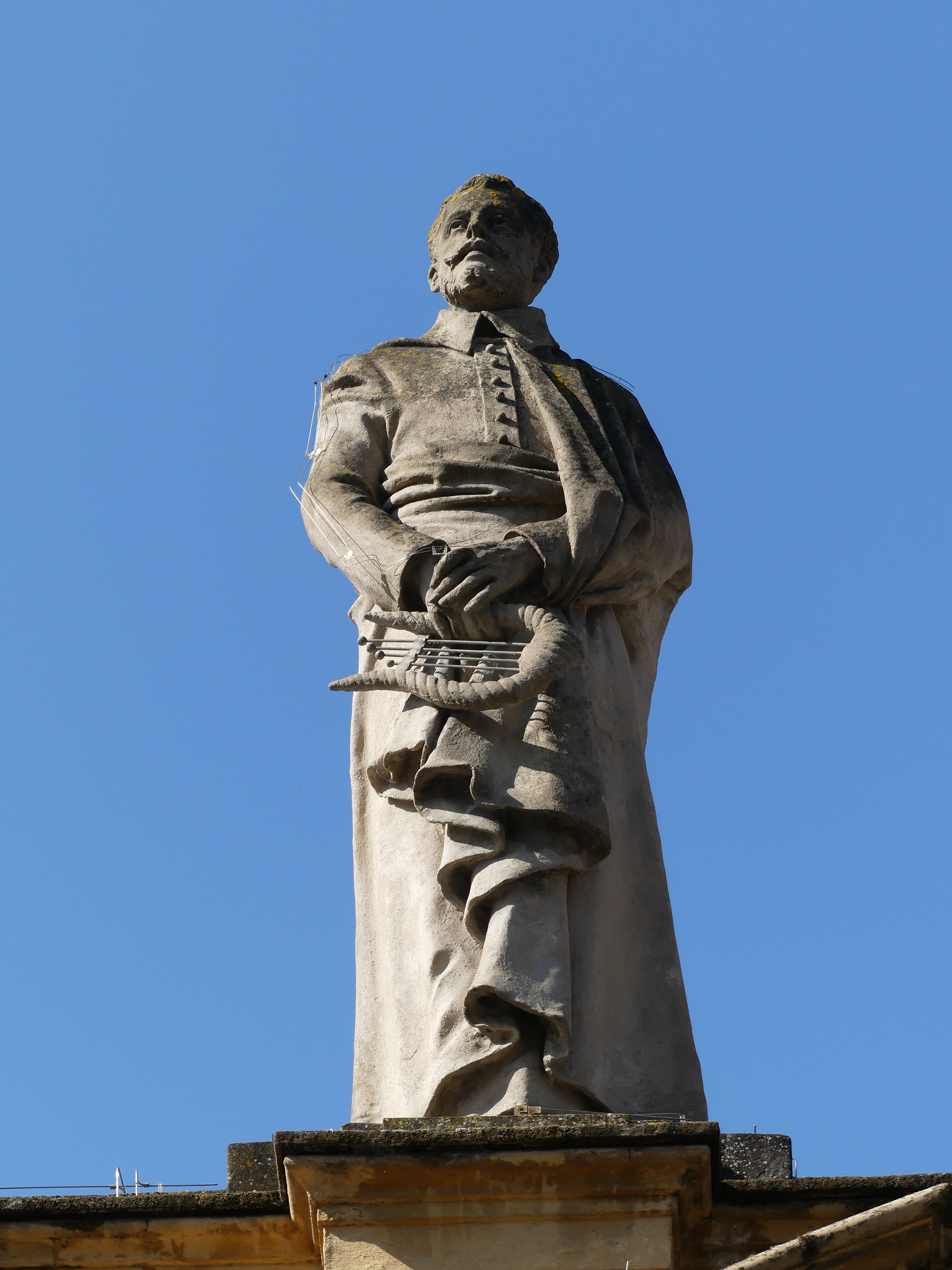
Estatua de Fernando de Herrera realizada en el por Antonio Susillo. Galería de los doce sevillanos ilustres del Palacio de San Telmo de Sevilla.

Existen tres biografías del siglo XVII de Herrera. En 1619 el pintor Francisco Pacheco publicó Versos de Fernando de Herrera; emendados y divididos por él en tres libros, que llevaba un prólogo de Enrique Duarte con apuntes biográficos sobre el poeta. La edición está dedicada por Pacheco al conde de Olivares. Pacheco también elaboró un Libro de retratos con textos, donde figura un retrato y una biografía de Herrera de hacia 1625. Rodrigo Caro incluyó otra biografía de Herrera en su libro sobre Varones insignes en letras naturales de la ilustrísima ciudad de Sevilla, escrito entre 1638 y 1647.
Pacheco escribió hacia 1625, en su Libro de retratos, que Fernando de Herrera fue hijo de "honrados padres", sin mencionar nada sobre si eran nobles o no. En 1927 el erudito Francisco Rodríguez Marín escribió que el padre fue un humilde candelero o cerero que trabajó en la collación de San Isidoro de Sevilla. En 1968 filólogo Antonio Vilanova Andreu supuso que sus padres debieron ser nobles acomodados.
El filólogo Ignacio García Aguilar considera plausible que naciese hacia 1534, pero no se ha encontrado su partida de bautismo.
El maestro Francisco de Medina escribió, en el prólogo a las anotaciones herrerianas a la obra de Garcilaso de 1580, que Herrera desde su juventud leyó muchos libros, incluyendo obras en lenguas antiguas y extranjeras, y que gastó su dinero en esta afición a las letras. Francisco Pacheco y Francisco de Rioja coinciden en que, desde sus primeros años, Herrera tuvo un gran interés por la literatura.
Uno de los pocos centros de estudio de la ciudad en la primera mitad del siglo XVI era el Colegio de San Miguel, dependiente del cabildo catedralicio. El profesor Francisco Javier Álvarez Amo escribió en 2009 que Herrera pudo ser alumno de este colegio y que su primer profesor pudo haber sido Pedro Fernández de Castilleja. En este centro, se le habría instruido en Latín, Gramática y Artes.
Hacia 1549 Juan de Mal Lara estableció una escuela de Gramática y Latinidad en La Laguna de Sevilla (donde posteriormente se trazó la Alameda de Hércules). En aquel centro estudiaron personajes como Francisco de Medina y Cristóbal Mosquera de Figueroa. Es posible que, por esta época, entrasen en contacto Herrera y Mal Lara.
Hacia 1559 el II conde de Gelves, Álvaro de Portugal y Colón de Toledo, casado con Leonor Fernández de Córdoba y Milán de Aragón, hija del señor de Valenzuela, se instaló en Sevilla y decidió abrir su casa a los mejores poetas sevillanos: Fernando de Herrera, Juan de Mal Lara, Francisco Pacheco, Baltasar del Alcázar, Gonzalo Argote de Molina, Juan Sáez de Zumeta, Cristóbal de las Casas, Juan de la Cueva o Cristóbal de Mosquera y Figueroa, entre otros. 
Herrera llegó a tener una amistad tan estrecha con Leonor de Milán que llegó a ser custodio de su testamento.
Dionysius Ladner llevó a cabo una recopilación llamada Vida de los científicos y literatos más eminentes de Italia, España y Portugal, publicada en tres volúmenes entre 1835 y 1837. Mary Shelley escribió la parte dedicada a Fernando de Herrera, en la que se aventura a decir el poeta estaba enamorado de la esposa del conde de Gelves, Leonor, y que es a ella a quien se refiere cuando habla en sus composiciones de Luz, Amor, Sol, Estrella y Heliodora.
En la Sevilla de la época existía un impuesto sobre el consumo de la carne a cuyo pago no estaban obligados los hidalgos, conocido como blanca de la carne. En 1562, en 1564, en 1567, 1573 y 1575 aparece un clérigo llamado Fernando de Herrera en la devolución del Ayuntamiento de Sevilla de la blanca de la carne. Este último año, aparece como clérigo beneficiado en San Andrés.

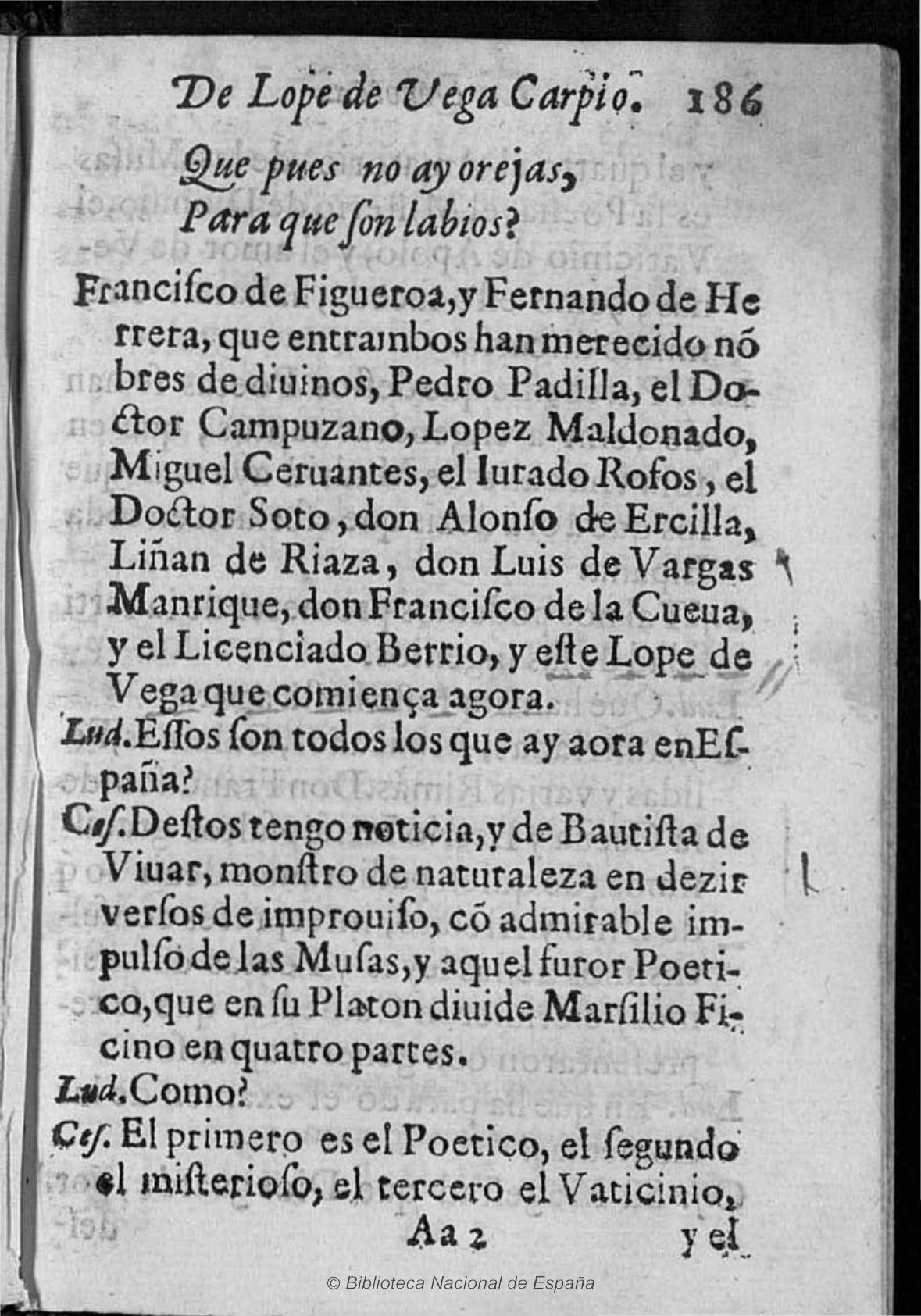
Una página del ejemplar de La Dorotea conservado en la BNE, con la mención de Lope a Fernando de Herrera y a otros escritores.

Hacia 1565, en los trabajos previos de Juan de Mal Lara para la obra Hércules animoso, este contó con cuatro composiciones de Fernando de Herrera: un soneto, una octava, una oda y un poema en latín. Por estas fechas, Herrera escribió una obra sobre una guerra de gigantes llamada Gigantomaquia y tradujo, en verso suelto, el rapto de Proserpina de Claudiano.
Hacia 1567 Herrera escribió una elegía dedicada a Cristóbal Mosquera de Figueroa. Por estos años, mencionó a su amigo Mosquera en dos poemas más.
Herrera también mantuvo una estrecha amistad con Luis Barahona de Soto. Existe un poema de Herrera sobre Barahona que debió ser escrito antes de 1568. También escribió otro poema sobre él hacia 1578-1580, que se publicó en la obra Versos de 1619.
Otro poeta con el que Herrera mantuvo relación fue Filipo de Ribera, al que también escribió un poema.
Debió ser a finales de la década de 1560, en el contexto de la rebelión de los moriscos en las Alpujarras, cuando Herrera dedicó sendos poemas a dos militares que participaron en esta campaña: Luis Cristóbal Ponce de León, II duque de Arcos, y Melchor Maldonado de Saavedra, caballero de la Orden de Santiago.
En 1569 Francisco Pacheco escribió su Sátira contra la mala poesía, en la que se llamó por primera vez el "Divino" a Herrera.
Entre 1568 y 1569 se construyó en las Atarazanas Reales de Barcelona la galera real para la lucha contra los turcos. Esta nave fue decorada en Sevilla siguiendo un programa ornamental realizado por Juan de Mal Lara. Herrera escribió un soneto que habla de Carlos V como si fuese Neptuno en el mar y Marte en la tierra en la lucha por España contra Asia. La composición poética fue situada en la pertegusa del barco. Este navío combatió en la Batalla de Lepanto de octubre de 1571.
En 1570 Cristóbal de las Casas publicó su obra Vocabulario de las dos lenguas, toscana y castellana. Herrera incluyó en esta obra un texto laudatorio sobre el autor, por haberse convertido en un punto de conexión entre la tradición petrarquista y la española.
En 1571 falleció Juan de Mal Lara y Herrera le dedicó una elegía. Herrera adquirió tres libros del difunto Mal Lara: uno de Plinio el Joven, otro de Carolus Sigonius y otro de un viaje a Tierra Santa.
También consta que Herrera mantuvo amistad con Juan Sánchez Zumeta, al que dedicó uno de sus sonetos, y con el poeta Enrique Duarte.
En el soneto de Herrera dedicado a Zumeta se menciona a un duque como si fuese alguien cercano a ambos. Probablemente se refiera a Per Afán de Ribera y Portocarrero, I duque de Alcalá, muerto en 1571.
En 1572 se publicó el primer libro de Herrera, titulado Relación de la guerra de Chipre y suceso de la batalla naval de Lepanto. El libro debió gozar de cierto éxito de ventas, pues fue reeditado poco después. En la portada se indica que la obra está dirigida a Alonso de Guzmán y Sotomayor, VII duque de Medina Sidonia y X conde de Niebla, que tenía grandes conocimientos militares y marítimos. Esta obra finaliza con el poema Canción en alabanza de la divina majestad por la victoria del señor don Juan. Para escribir esta obra, se valió de testimonios directos de españoles y, sobre todo, de obras impresas italianas.
Su libro sobre la guerra de Chipre y la Batalla de Lepanto tiene una introducción en prosa donde Mosquera lo ensalza comparándolo con Heródoto, Tucídides, Salustio, Cornelio Tácito y Séneca. También se incluyen en la introducción un poema de Pedro Díaz de Herrera y otro de Félix de Avellaneda.
Hacia 1573 Herrera dedicó un soneto al escritor italiano Giovanni Battista Amalteo.
Hacia 1573 escribió también un poema dedicado a Luis Cristóbal Ponce de León, II duque de Arcos, un erudito y militar que había participado en el conflicto en las Alpujarras y en la guerra contra los franceses. En sus Versos, publicados en 1619, parece haber otros dos poemas dedicados a esta persona.
En 1573 los españoles conquistaron Túnez. En esta acción tomó parte Juan de Austria con otros militares, como Álvaro de Bazán, marqués de Santa Cruz, y Pedro Tello. Herrera escribió poemas a estos dos últimos con motivo de la gesta. Después de la victoria española, los turcos tomaron Túnez en 1574.
Pudo haber sido en la primavera de 1573 cuando fue escrito, por el canónigo Francisco Pacheco (tío del pintor del mismo nombre), un poema en latín titulado Ode ad Fernandum Herreram.
En 1577 escribió un poema elogioso a Luis de Leyva, II príncipe de Ascoli, que fue publicado en los Versos de 1619.
En la primavera de 1578 Herrera escribió un poema en el que prevé que, después de abandonar el río Danubio, los turcos deberían abandonar Grecia y retroceder hasta el río Éufrates.
Hacia 1578 escribió un poema sobre Alonso de Guzmán y Sotomayor, VII duque de Medina Sidonia.
El 1 de octubre de 1578 murió Juan de Austria, el cual comandó la flota cristiana en Lepanto. Este hecho debió hacer que Herrera escribiese un par de sonetos sobre él, uno de los cuales aparece en el libro Versos, publicado en 1619.
Herrera volvería a mencionar el tema de Lepanto en un poema que escribió con motivo de la boda entre Fernando Enríquez de Ribera y Cortés, IV marqués de Tarifa, y Ana Téllez-Girón Pérez de Guzmán en 1580, que fue publicado en la obra Versos en 1619. En este mismo libro se incluye un soneto dedicado también a la batalla de Lepanto.
En 1578 escribió una canción sobre el conde de Gelves, Álvaro de Portugal. Herrera mantuvo con él y con su mujer, Leonor, una estrecha amistad durante muchos años. Se conserva también otro poema, un soneto, dirigido al conde de Gelves. El conde de Gelves escribió, a su vez, un soneto sobre su amigo Fernando.
En la década de 1570 escribió un poema sobre Francisca Fernández de Córdoba, esposa del IV marqués de Gibraleón, que fue publicado en los Versos de 1619. Existe otro poema, sobre una tal "Francisca soberana", que también puede estar dedicado a esta mujer. También escribió dos poemas al hermano de esta, Gonzalo Fernández de Córdoba y Fernández de Córdoba, uno de los cuales aparece en la citada obra de Versos.
Herrera también escribió en 1578 un poema sobre Pedro de Zúñiga, hijo del duque de Béjar,
Otro noble del cual escribió Herrera fue Antonio de Guzmán Zúñiga y Sotomayor, III marqués de Ayamonte.
En 1580 el impresor Alonso de la Barrera publicó en Sevilla las Obras de Garcilaso de la Vega con anotaciones de Fernando de Herrera. La obra fue dedicada por Herrera al III marqués de Ayamonte. En sus Anotaciones Herrera reconoce una deuda intelectual con Juan de Mal Lara, que fue uno de los que más le persuadió para llevar a cabo ese trabajo. La obra cuenta con un prólogo de Francisco de Medina, amigo de Herrera y colaborador en el proyecto.
La obra de Herrera sobre Garcilaso de 1580 se convirtió el libro de teoría poética de más éxito de su época.
En este trabajo, Herrera mantiene cierta rivalidad con la obra de 1574 del salmantino Francisco Sánchez de las Brozas titulada Obras del excelente poeta Garcilaso de la Vega, con anotaciones y enmiendas.
Tras escribir sus anotaciones, Herrera recibió una dura carta, que no se conserva, criticando su obra escrita por un tal Damasio. En 1922 el hispanista Hayward Keniston identificó al autor de la carta como el poeta Damasio Frías y Balboa.
En 1580 Francisco Sánchez de las Brozas, en el prólogo de la traducción realizada por Luis Gómez de Tapia de La Lusiada, juzgó de inútil la erudición de la que hacía gala Herrera.
Entre 1580 y 1582 se escribió una dura crítica a las anotaciones de Herrera con el título Observaciones del licenciado Prete Jacopín, vecino de Burgos, en defensa del príncipe de los poetas castellanos Garcilaso de la Vega, vecino de Toledo, contra las Anotaciones que hizo a sus obras Fernando de Herrera, poeta sevillano. En 1987 el académico Juan Montero Delgado atribuyó esta crítica a Pedro Fernández de Velasco y Tobar, VII conde de Haro.
Herrera escribió una respuesta con el título Al muy reverendo padre Prete Jacopín, secretario de las musas, donde también menciona la crítica de Damasio.
En 1581 Rodrigo de Castro Osorio pasó a ser arzobispo de Sevilla. Este prelado quiso que Herrera se pusiera a su servicio, pero el poeta ignoró la petición.
Hacia 1580 Herrera escribió un soneto, que sería publicado en los Versos de 1619, donde se menciona la anexión española de Portugal y la muerte de la reina consorte Ana de Austria.
En 1581 escribió un poema en el que exhortaba a Francia a no participar en intrigas contra España.
El escritor contemporáneo Juan Rufo describió a Herrera como:

Leído y estudioso; bronco, arrogante y áspero poeta.

Francisco Pacheco describe a Herrera en el Libro de retratos del siguiente modo:

Nunca trató de vidas ajenas, ni se halló donde se tratase de ellas; fue modesto y cortés con todos, pero enemigo de lisonjas; ni las admitió ni las dijo a nadie; vivió sin hacer mal a alguno y sin dar mal ejemplo

En 1582 imprimió en la imprenta de Andrea Pescioni el poemario Algunas obras de Fernando de Herrera. En la portada figura que la obra está dedicada a Fernando Enríquez de Ribera y Cortés, IV marqués de Tarifa. Por esta publicación, no pagó la tasa obligatoria, razón por la cual el hispanista Adolphe Coster pensó que el libro no fue puesto a la venta. Se trata de un volumen muy raro y, según el filólogo José Manuel Blecua Perdices, no lo conocía ni el propio Pacheco. En esta obra, Herrera realiza su propia reforma ortográfica, en la cual para la académica Begoña López Bueno los puntos más importantes son los siguientes:

- Utilización de i/y, u/v con valor vocálico (incluido el de la conjunción i) y consonántico respectivamente. Además la i aparece sin punto, pues éste se emplea como signo diacrítico para marcar la dialefa.
- Uso de la h- únicamente cuando procede de F- inicial latina (impidiendo en este caso la sinalefa), y no cuando proviene de G- o de H-.
- Conservación de la correlación entre bilabial v labiodental b / v. Y de las correlaciones sorda/sonora en las consonantes africadas c, ç / z (c ante e, i; ç ante a, o, u) y en las fricativas -ss- / -s- (sólo válida en posición intervocálica) y x /g, j (g ante e, í; j ante a, o, u). Semejante diferenciación, muy tradicional ya en el tiempo de Herrera, produce un notable enriquecimiento fónico y rítmico.
- Simplificación de grupos cultos de consonantes, en un afán de acercarlos a la pronunciación real: conceto; coluna, comigo; acídente, eleto; esperiencia; dino, inorancia, etc. (pero el grupo -sc- se conserva en los verbos incoativos ante o, a).
- Utilización de la grafía c- (trente a qu-) en cual, cualquier, cuando y cuanto.
- Elisión de vocales mediante el apóstrofo en los casos de la, de, me, te, se, le, una, cualquiera, que, aunque.

También en 1582 escribió un poema sobre las gestas del militar Álvaro de Bazán, marqués de Santa Cruz.
En 1586 escribió una canción a san Hermenegildo.
En la segunda mitad del siglo XVI Pedro Vélez de Guevara, Benito Arias Montano y Fernando de Herrera mantuvieron estrechas relaciones.
Hacia 1585-1588 Vélez de Guevara escribió el único poema suyo que se conoce, titulado Saturnales de don Pedro Vélez de Guevara a Fernando de Herrera.
Entre 1588 y 1591 Vélez de Guevara escribió Coena romana, que es una traducción libre del De Triclinio escrito por Pedro Chacón. La obra cuenta con un poema preliminar escrito por Herrera, así como con sendas poesías escritas por Arias Montano y Pacheco.
Hacia 1589 Baltasar de Escobar escribió desde Roma a Fernando de Herrera para pedirle poemas sobre la batalla de Clavijo, el cerco de Zamora por el rey Sancho, la batalla de las Navas de Tolosa, la toma de Sevilla por san Fernando, la batalla del Salado y la conquista de Granada.
Según Francisco de Rioja, en la introducción a los Versos publicados en 1619, Herrera escribió una historia general de España hasta los tiempos de Carlos V, que estuvo terminada en 1590. Enrique Duarte también hace mención a este libro historiográfico en su texto sobre Herrera incluido en los Versos de 1619. Hacia 1590 Herrera reescribió su obra sobre la batalla de Lepanto. Ni la historia general de España ni la reescritura de la batalla naval de Lepanto se han conservado.
Tampoco se ha conservado un poema trágico de Herrera que, según Pacheco, había escrito sobre los amores entre dos personajes llamados Lausino y Corona, así como otro poema titulado Faustino, del que da noticias Juan de la Cueva en la Égloga V de sus Rimas.
El propio Herrera dijo que estaba escribiendo una obra sobre gestas de españoles valerosos, pero no ha llegado hasta nosotros.
En 1592 publicó, en la imprenta de Alonso de la Barrera, su libro sobre Tomás Moro. La obra contiene detalles biográficos sobre el canciller y reflexiones sobre su martirio, habiendo sido ejecutado en 1535 por orden de Enrique VIII de Inglaterra por su defensa del catolicismo. Fue reeditada en Madrid en 1617.
Se conserva una carta de Herrera del 26 de marzo de 1597, dirigida al racionero de la catedral de Córdoba Pablo Céspedes, en la que le informa que se encontraba viviendo en la casa del poeta y mecenas sevillano Juan de Arguijo.
En 1619 Pacheco publicó Versos de Fernando de Herrera. En la edición Duarte dice que Herrera tenía sus obras poéticas "corregidas de última mano y encuadernadas para darlas a la imprenta", lo que evita pensar que hubo una manipulación por parte de Pacheco de la obra herreriana.
En la Biblioteca Colombina de Sevilla hay un manuscrito titulado Obras de Fernando de Herrera, natural de la ciudad de Sevilla recogidas por Don José Maldonado Dávila y Saavedra fechado en 1637 y conocido como Texto D. En la Biblioteca Nacional de Madrid hay otro manuscrito con el mismo título y los mismos poemas, conocido como Texto M, pero posterior a 1665.

## Libros publicados por el autor
- Relación de la guerra de Chipre y suceso de la batalla naval de Lepanto (Sevilla, 1572)[36]
- Obras de Garci Lasso de la Vega con anotaciones de Fernando de Herrera (Sevilla, 1580)[56]
  - Hay un facsímil editado por el CSIC en Madrid en 1973 y una reedición del mismo lugar editada por Cátedra en 2001
- Algunas obras de Fernando de Herrera (Sevilla, 1582)[70]
- Tomás Moro (Sevilla, 1592)[82]
  - Reeditado por Francisco López Estrada con la Universidad de Sevilla en 2001

## Libros sobre el autor
En 1959 el hispanista italiano Oreste Macrì publicó un extenso análisis de la obra de Herrera.
En 2022 la Universidad de Huelva publicó una biografía de Herrera elaborada por el académico Ignacio García Aguilar.